# Rhombomys opimus
Rhombomys opimus — монотиповий вид з роду Rhombomys родини мишевих.

## Опис
Голова і тіло завдовжки 15-20 см, довжина хвоста від 130 до 160 мм, довжина задньої ступні між 36 і 47 мм, довжина вух від 12 до 19 мм і вага до 275 гр. Хутро дуже густе й м'яке. Тіло кремезне. Верх тіла вохровий з домішками світло-сірого кольору, низ білуватий. Підборіддя біле. Вуха розташовані низько і густо вкриті волосками. Мають великі передні кігті, які використовуються для риття. Підошви ніг густо вкриті волосками. Зубна формула: 1/1, 0/0, 0/0, 3/3 = 16.

## Поширення
Країни проживання: Афганістан, Китай, Іран, Казахстан, Киргизстан, Монголія, Пакистан, Таджикистан, Туркменістан, Узбекистан. У Китаї займає пустельні й напівпустельні середовища існування і є найуспішнішим в сухих руслах річок з переважно чагарниковою рослинністю. У Південній Азії він був записаний в яблуневих садах і глинисто-піщаних насипах. 

## Звички
Денний, риючий, колоніальний. Створює великі отвори входу в нори дуже складної системи, які складається з довгих тунелів глибокого закладення, гнізд і камер для зберігання продуктів харчування. Ці тварини проводять значно більше часу в норах в зимовий період, але не впадають у сплячку. Їжею в основному є рослинна сировина, така як соковиті чагарники з роду Salsola.

## Життєвий цикл
Розмножуються протягом усього року, із зниженою активністю влітку. Самиці народжують 1-14 дитинчат, але як правило, 4-7, навіть до 6 разів за шість місяців. Період вагітності триває 23-32 днів. Самиці досягають статевої зрілості через 3-4 місяці. Тривалість життя становить 3-4 роки у самиць і 2-3 роки у самців.

## Загрози та охорона
Здається, немає серйозних загроз для цього виду. Близько 35% ареалу виду в Монголії відбувається в межах охоронних територій.